# Rynek w Koziegłowach

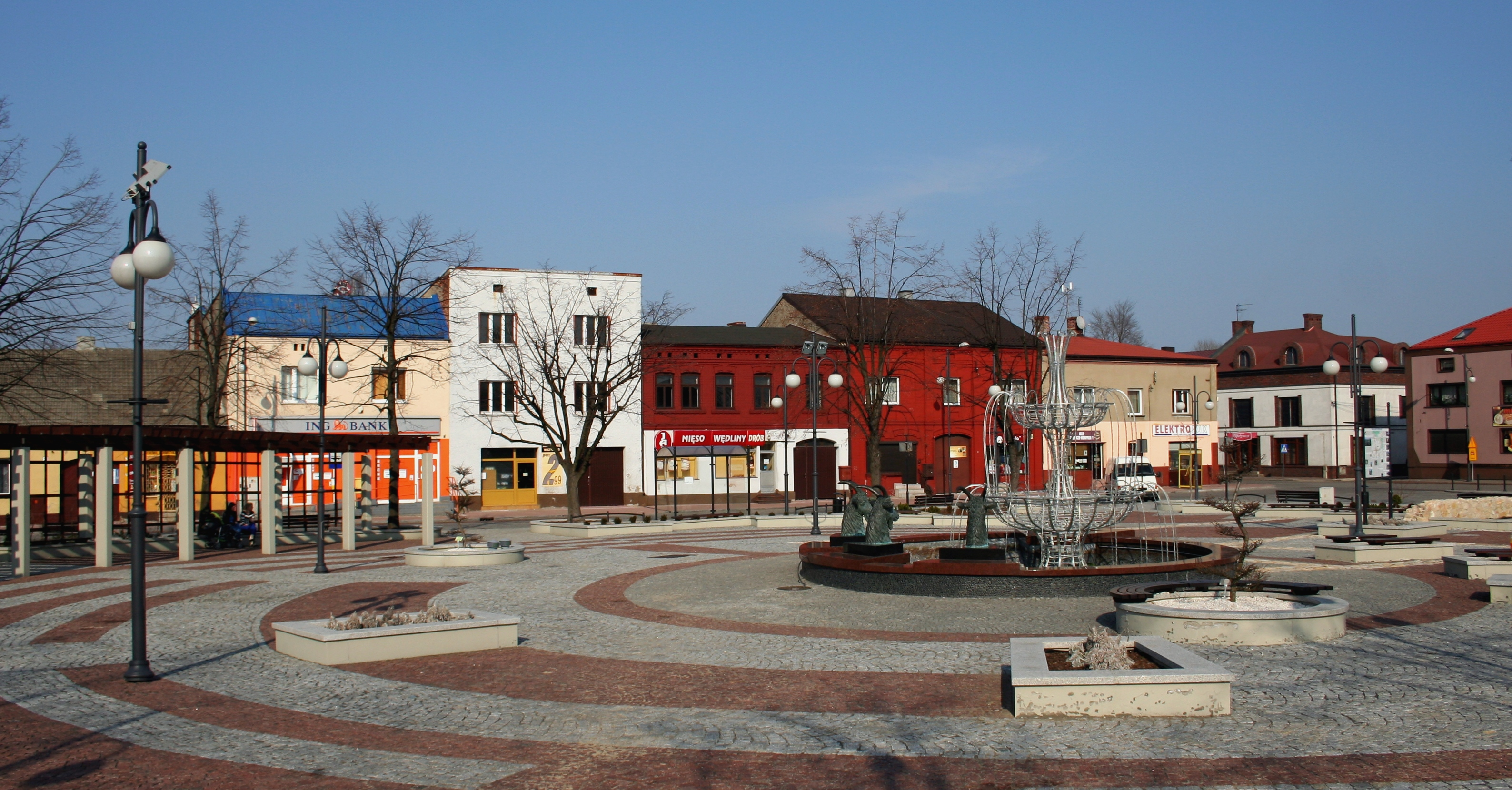
Fragment rynku z fonatnną

Rynek w Koziegłowach – centrum założenia miejskiego Koziegłów w powiecie myszkowskim.
Rynek przez większość swoich dziejów pozostawał niezmienny pod względem urbanistycznym, a także funkcjonalnym. Do 2008 działało tu targowisko rynkowe należące do jednych z ostatnich w regionie. Od XIX wieku pierzeje przetrwały w formie niezmienionej. W okresie Polski Ludowej częściowo wymieniono zabudowę niektórych parceli, jednak nie zachwiano małomiasteczkowej skali tych realizacji. Trzymano się też linii urbanistycznych. Wprowadzono wówczas zieleń wysoką w centrum placu. W 2011 przeprowadzono rewitalizację rynku, poprzedzoną badaniami archeologicznymi, mającymi na celu przede wszystkim odkrycie pozostałości ratusza. Zarys fundamentów tego budynku został zaznaczony w nowej nawierzchni kostkowej kamieniem wapiennym, a niektóre fragmenty budowli wyprowadzono ponad powierzchnię rynku. Zbudowano też ozdobną fontannę z elementami nawiązującymi do herbu miasta, a także pergolę i siedziska.